# HD16605
HD16605 є хімічно пекулярною зорею спектрального класу
A1 й має видиму зоряну величину в смузі V приблизно 9,6.

## Пекулярний хімічний вміст
Зоряна атмосфера GSC2853-866 має підвищений вміст Si .